# NGC 3629
NGC 3629 је спирална галаксија у сазвежђу Лав која се налази на NGC листи објеката дубоког неба.
Деклинација објекта је + 26° 57' 46" а ректасцензија 11h 20m 31,7s. Привидна величина (магнитуда) објекта NGC 3629 износи 12,2 а фотографска магнитуда 12,9. Налази се на удаљености од 26,8000 милиона парсека од Сунца. NGC 3629 је још познат и под ознакама UGC 6352, MCG 5-27-58, CGCG 156-64, PGC 34719.